# Человек с золотым пистолетом (роман)
«Человек с золотым пистолетом» (англ. The Man with the Golden Gun) — двенадцатый роман Яна Флеминга о Джеймсе Бонде. Был опубликован через восемь месяцев после кончины Флеминга и не прошёл окончательную авторскую редактуру. В результате издательство Jonathan Cape посчитало роман слабым и передало рукопись Кингсли Эмису, хотя так и не воспользовалось его предложениями. Биограф Флеминга Генри Чендлер отмечает, что роман «получил вежливые и довольно печальные отзывы, отмечавшие, что книга была очевидно незаконченной и не является вершиной творчества Флеминга».
Перед Джеймсом Бондом поставлена задача — уничтожить одного из самых опасных наемных убийц и врагов Интелиджен Сервис - Франциско (Пако) Скарамангу, уничтожившего многих британских агентов. Скараманга — безупречный стрелок, который никогда не расстается с оружием, за что и получил прозвище «Пистолетик».
Для выполнения задания агент 007 отправляется на Ямайку, где по предварительной информации находится преступник. Совершенно случайно выйдя на его след, Джеймc Бонд узнает о его планах, и сделает все, что от него зависит, чтобы помешать преступнику. В результате ожесточенной борьбы с мафией и КГБ агент 007 выходит победителем, блестяще выполнив поставленное перед ним задание.

## Аннотация
Действие происходит спустя год после событий, описанных в Живешь только дважды, где Джеймс Бонд расправился с Блофельдом. 007, которого все считают погибшим на Дальнем Востоке, неожиданно объявляется в Лондоне и требует срочной встречи с М для доклада. Секретная Служба подозревает какой-то подвох, но по настоянию самого М встреча все-таки происходит. В кабинете шефа Бонд совершает попытку покушения на М, но все заканчивается благополучно как для М, так и для 007. Бонда, которому в Советском Союзе промыли мозги, отправляют в госпиталь на восстановление. Однако, чтобы окончательно себя реабилитировать, ему необходимо будет уничтожить наемного убийцу Франсиско Скарамангу. Многие в Секретной Службе считают, что это задание невыполнимо…

### Одноимённая экранизация романа (1974)
Фильм Человек с золотым пистолетом стал вторым фильмом с Роджером Муром в главной роли. Этот фильм замыкает экранизации романов, так как следующий фильм был снят по персонажам Яна Флеминга.

## Персонажи
- Джеймс Бонд / Агент 007 — главный герой
- Франциско Скараманга — главный злодей
- Мэри Гуднайт — секретарша и девушка Бонда
- Хендрикс — второстепенный злодей
- Феликс Лейтер — друг Бонда
- Ник Николсон — союзник Бонда
- М / Адмирал Майлз Мессерви — начальник Бонда
- Билл Таннер — сотрудник Бонда
- Мисс Манипенни — сотрудник Бонда, секретарь М

## Связь с кино
Сценарист Том Манкевиц снова создал собственный сюжет, используя минимум материала из книги. Прежде всего, фильм снят в более комическом ключе, в отличие от вполне серьёзно написанной книги. Само действие перенесено с Ямайки в Восточную Азию, а сюжет закручен вокруг прибора, способного остановить энергетический кризис. Появились новые персонажи — любовница Скараманги Андреа Андерс, его миниатюрный слуга Ник-Нак, лейтенант Хип, миллионер Хай Фат, учёный Гибсон, подпольный оружейник Лазар и вернувшийся из предыдущего фильма шериф Пеппер. Феликс Лайтер в фильм, наоборот, не попал.
В книге Скараманга пользуется позолоченным кольтом, в то время как в фильме у него уникальный, изготовленный на заказ пистолет из чистого золота, разбираемый на ручку (ствол), зажигалку (основной механизм), портсигар (рукоятка) и запонку (спусковой крючок). Зато рассказанная Скарамангой история о слоне взята прямиком из книги.